# Mumien – återkomsten

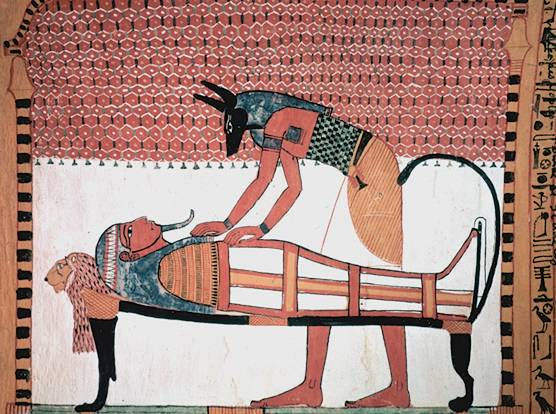
Väggmålning av Anubis med en mumie.

Mumien – återkomsten (engelska: The Mummy Returns) är en amerikansk äventyrs-action från 2001 i regi av Stephen Sommers med Brendan Fraser och Rachel Weisz i huvudrollerna.

## Handling
År 3067 f.Kr. leder krigaren Skorpionkungen sin armé för att erövra den kända världen. Efter sju års hårda strider blev Skorpionkungen och hans armé besegrade och förvisade ut i öknen i Ahm Shere, där en efter en i armén dog av värmeslag tills bara Skorpionkungen själv levde. Han svor då en ed med Anubis, underjordens gud, att byta sin själ mot makten att besegra sina fiender. Anubis går med på förslaget och skapar en oas i öknen för att dölja Skorpionkungens pyramid.
5 000 år senare, år 1933 e.Kr., utforskar Rick och Evelyn O'Connell en pyramid i den antika egyptiska staden Thebe med sin son Alex. De håller på att samla in armband av Anubis när en fälla utlöses och pyramiden blir översvämmad av vatten så att Rick och Evelyn knappt hinner sätta sig i säkerhet. Samtidigt stöter Alex på tjuvar, som flyr längs pyramidväggarna som börjar att kollapsa. Tillbaka hemma i London provar Alex armbandet, som ger honom en vägbeskrivning till oasen Ahm Shere. Och eftersom det är Skorpionens år har Alex sju dagar på sig att nå oasen, annars kommer armbandet att döda honom på den åttonde dagen på den tidpunkt som solens strålar kommer att skina på honom.

## Rollista (urval)
| Brendan Fraser           | – Richard 'Rick' O'Connell                       |
| Rachel Weisz             | – Evelyn Carnahan O'Connell/Prinsessan Nefertiri |
| John Hannah              | – Jonathan Carnahan                              |
| Arnold Vosloo            | – Imhotep                                        |
| Oded Fehr                | – Ardeth Bay                                     |
| Patricia Velásquez       | – Meela Nais / Anck-Su-Namun                     |
| Freddie Boath            | – Alex O'Connell                                 |
| Alun Armstrong           | – Baltus Hafez                                   |
| The Rock                 | – Mathayus, skorpionkungen                       |
| Adewale Akinnuoye-Agbaje | – Lock-Nah                                       |
| Shaun Parkes             | – Izzy Buttons                                   |
| Bruce Byron              | – Red Willits                                    |
| Joe Dixon                | – Jacques                                        |
| Tom Fisher               | – Spivey                                         |
| Aharon Ipalé             | – Farao Seti I                                   |

## Om filmen
Filmen är inspelad i Egypten, England, Jordanien och Marocko.